# پیک هیل، نیو ساوت ولز
پیک هیل (به انگلیسی: Peak Hill) یک شهرک در استرالیا است که در نیو ساوت ولز واقع شده‌است.